# Famille Tribolet
La famille Tribolet est une famille patricienne bernoise.

## Histoire
Le premier membre de la famille qui s'installe à Berne est Rudolf Tribolet, originaire du Val-de-Ruz.

## Personnalités
- Jakob Tribolet, fils de Rudolf, bailli d'Échallens et bailli de Grandson[3].
  - Jakob Tribolet, fils de Jakob, bailli de Grandson[1].
  - Georg Tribolet, fils de Jakob, bailli de Grandson, de Moudon puis de Bonmont[1].
- Samuel Tribolet (1616-1673), bailli de Trachselwald, de Baden et d'Avenches[4].

## Possessions
La famille possède la chartreuse de La Lance de 1539 à 1770.